# Alex Wilson (atleta 1990)
Alex Wilson (Kingston, 19 settembre 1990) è un velocista giamaicano naturalizzato svizzero.

## Carriera
Ha rappresentato la Svizzera ai Giochi olimpici estivi di Londra 2012 nella specialità dei 200 metri piani, dove è stato eliminato in semifinale.
Il 15 marzo 2021, in seguito ad un controllo antidoping a sorpresa, è stato trovato positivo ad una sostanza di degradazione del trenbolone e il 28 aprile successivo l'atleta è stato sospeso in via provvisoria. La difesa ha attribuito la positività ad un grande quantitativo di carne contaminata consumata a Las Vegas e il 18 maggio la CD (Camera disciplinare dello sport svizzero) ha annullato la sospensione, che è stata però ripristinata il 27 luglio dal TAS in seguito ad un ricorso dell'Agenzia mondiale antidoping e della Swiss Sport Integrity, impedendogli di partecipare ai Giochi olimpici di Tokyo. Dopo una lunga indagine, il 28 giugno 2022 lo sprinter è stato squalificato per quattro anni da considerarsi a partire dal 28 aprile 2021.

## Palmarès
| Anno                             | Manifestazione  | Sede       | Evento      | Risultato  | Prestazione | Note                                     |
| -------------------------------- | --------------- | ---------- | ----------- | ---------- | ----------- | ---------------------------------------- |
| In rappresentanza della Svizzera |                 |            |             |            |             |                                          |
| 2010                             | Europei         | Barcellona | 200 m piani | Batteria   | 21"40       |                                          |
| 2011                             | Mondiali        | Taegu      | 200 m piani | Batteria   | 21"25       |                                          |
| 2011                             | Mondiali        | Taegu      | 4×100 m     | Batteria   | dnf         |                                          |
| 2012                             | Giochi olimpici | Londra     | 200 m piani | Semifinale | 28"85       |                                          |
| 2013                             | Mondiali        | Mosca      | 200 m piani | Batteria   | 21"11       |                                          |
| 2014                             | Europei         | Zurigo     | 200 m piani | Semifinale | 20"76       |                                          |
| 2014                             | Europei         | Zurigo     | 4×100 m     | 4º         | 38"56       |                                          |
| 2015                             | World Relays    | Nassau     | 4×100 m     | Batteria   | dnf         |                                          |
| 2016                             | Europei         | Amsterdam  | 100 m piani | Semifinale | 10"34       |                                          |
| 2016                             | Europei         | Amsterdam  | 200 m piani | 7º         | 20"70       |                                          |
| 2016                             | Europei         | Amsterdam  | 4×100 m     | 7º         | 39"11       |                                          |
| 2017                             | Mondiali        | Londra     | 100 m piani | Semifinale | 10"30       |                                          |
| 2017                             | Mondiali        | Londra     | 200 m piani | Semifinale | 21"22       |                                          |
| 2018                             | Europei         | Berlino    | 100 m piani | Semifinale | 10"22       |                                          |
| 2018                             | Europei         | Berlino    | 200 m piani | Bronzo     | 20"04       | Record nazionale                         |
| 2018                             | Europei         | Berlino    | 4×100 m     | Batteria   | 39"13       | Miglior prestazione personale stagionale |
| 2019                             | Mondiali        | Doha       | 100 m piani | Batteria   | 10"38       |                                          |
| 2019                             | Mondiali        | Doha       | 200 m piani | Semifinale | dns         |                                          |

## Altre competizioni internazionali
2010
- 6º nella Second League degli Europei a squadre ( Belgrado), 200 m piani - 21"48
- Oro nella Second League degli Europei a squadre ( Belgrado), 4×100 m - 39"74

2011
- 7º nella First League degli Europei a squadre ( Smirne), 200 m piani - 20"88
- Oro nella First League degli Europei a squadre ( Smirne), 4×100 m - 39"20